# Móric orániai herceg
Nassaui Móric orániai herceg (hollandul: Maurits van Nassau; 1567. november 14. – 1625. április 23.) nassaui és orániai herceg, 1618–1625 között Oránia uralkodó hercege, 1585–1625 között a Holland Köztársaság (Republiek der Zeven Verenigde Nederlanden) helytartója (stadhouder), gyakorlatilag államfője. Édesapja, I. Orániai Vilmos szintén Hollandia helytartója volt.

## Élete
Édesapja meggyilkolása után (1584) Móricot 18 évesen, 1585-ben megválasztották Holland és Zeeland tartományok kormányzójává. Uralkodása alatt Németalföld a spanyolok ellen harcolt a függetlenségért. 1589-ben még Utrecht, Gelderland és Overíjsel helytartója is lett és unokaöccsével, Nassaui Vilmossal, Friesland helytartójával együtt hangolták össze a tengeri és a szárazföldi hadműveleteket a spanyolok ellen.
Ez volt az 1566–1609 között zajló németalföldi szabadságharc befejező szakasza.
Móric tehetséges hadvezér volt, 1589-ben elfoglalta a spanyoloktól Breda várát majd 1590-91-ben egy kiválóan vezetett hadjáratban többször győzött a spanyolok felett, jelentős területeket elfoglalva. 1593-ra már csak egyetlen város, Geertruidenberg, volt spanyol kézen Hollandiában, amelyet Móric ostromolni kezdett, és végül sikerült elfoglalnia. 1597-ben Nassaui Vilmossal együtt újabb tartományokat szabadítottak fel Németalföldön. Móricot és Vilmost Európa legkiválóbb hadvezéreinek sorában tartották nyilván.
1600 nyarán Albert főherceg serege támadt Hollandiára, Móric azonban a mintegy 14 ezer főnyi seregével szétverte nyílt csatában a spanyolokat. A következő években is folytak fegyveres harcok. 1606-ban tárgyalások kezdődtek a harcoló felek között, melyek eredményeként 1609. április 9-én aláírták a bergen-opzoomi egyezményt, amelyben a spanyolok elismerték az Egyesült Tartományok (Hollandia) függetlenségét.
Móric helytartóként irányította Hollandiát, külföldön az angolokhoz közeledett. Bekapcsolódott a harmincéves háborúba (1618-48), a spanyolok ellen hadakozott.
Nassaui Móric 1625-ben halt meg, utódja testvére, Frigyes Henrik lett.
Móric sosem házasodott meg; a trónon fivére követte. Különc életet élt, s rajongott a lovakért. Őket „kedvenc udvaroncai”-nak nevezte. Hogy ezzel az emberek iránti megvetését vagy a nagy becsben tartott állatok iránti megbecsülését akarta kifejezni, nem bizonyos.